# Silvio Lagreca
Sílvio Lagreca (Piracicaba, 14 juni 1895 - São Paulo, 29 april 1966) was een Braziliaans voetballer en voetbalcoach.

## Loopbaan
Lagreca begon te voetballen bij AA São Bento waarna hij de overstap maakte naar Botafogo FR. Op 20 september 1914 in de uitwedstrijd tegen Argentinië maakte Lagreca zijn debuut voor het Braziliaans voetbalelftal. Hij begon in de basis en hij speelde de gehele wedstrijd mee. De wedstrijd werd verloren met 3-0. Hij heeft 10 wedstrijden gespeeld en een doelpunt gescoord voor de nationale ploeg. Hij beëindigde zijn voetbalcarrière in 1925. 
Hij werd in 1914 de eerste bondscoach van het Braziliaans voetbalelftal.
Later keerde hij nog verschillende keren terug om leiding te geven aan de selectie van het Braziliaans voetbalelftal. Hierna werd hij trainer van SE Palmeiras. 
Lagreca overleed op 29 april 1966.